# هاري دنلوب
هاري دنلوب (بالإنجليزية: Harry Dunlop)‏ هو مهندس أمريكي، ولد في 6 سبتمبر 1933 في ساكرامنتو في الولايات المتحدة.